# Collegio San Carlo
Il Collegio San Carlo è una scuola privata paritaria di Milano fondata nel 1869.
La sede si trova in corso Magenta 71, di fronte alla basilica di Santa Maria delle Grazie e al Cenacolo Vinciano.

## Storia

### Fondazione
Nel 1869 il Collegio inizia la sua attività come liceo classico maschile con soli sei allievi, sotto la direzione di don Giovanni Battista Compagnoni.
Scopo del Collegio è "formare anime ricche di sana cultura e preservarle dall'irreligione". Nato con l'appoggio arcivescovile, il collegio era estraneo agli ordini che si occupano di istruzione. Studente d'eccezione è in quegli anni Achille Ratti, futuro papa col nome di Pio XI, che sostiene l'esame di maturità nell'anno scolastico 1874/75 e supera l'esame a pieni voti.

### Fine Ottocento
Il collegio incontrò poi difficoltà finanziarie, superate affidando la Presidenza del consiglio di amministrazione per quarant'anni a Carlo Ottavio Cornaggia Medici Castiglioni che gli impresse il carattere di istituto di élite fortemente legato alla Chiesa, ma anche aperto al cattolicesimo liberale.
Alla fine del secolo si diploma Ludovico Necchi, che assieme a Monsignor Gemelli fonderà l'Università Cattolica del Sacro Cuore.

### La Grande Guerra

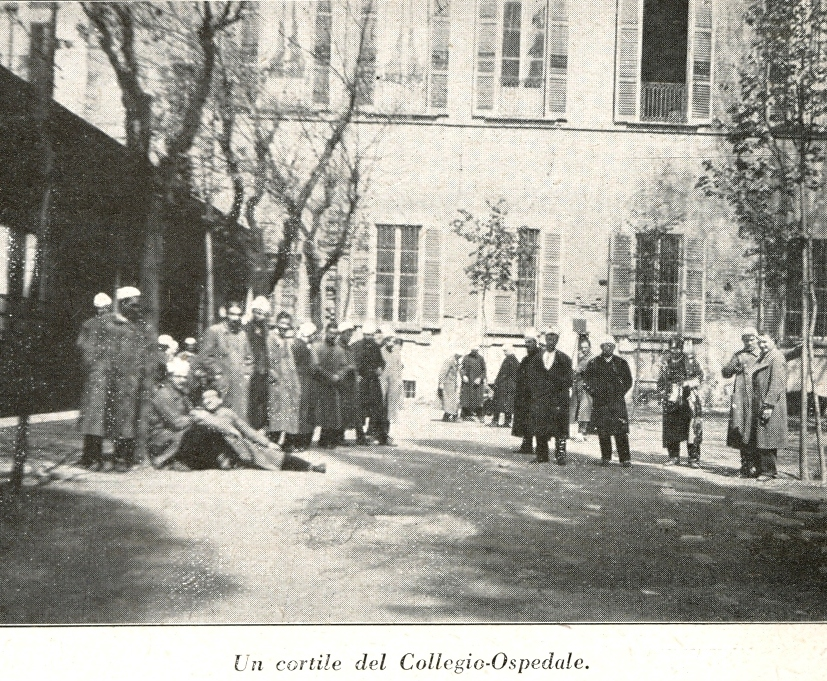
Cortile del Collegio San Carlo adibito ad ospedale

Durante la prima guerra mondiale il Collegio San Carlo viene adibito ad ospedale militare, grazie alla generosità dell'allora rettore mons. Ceresani.
Le lezioni durante questo periodo si tengono presso la vicina Casa degli Oblati e presso l'oratorio della vicina Basilica di Sant'Ambrogio. Sono 54 gli studenti del Collegio che perdono la vita durante il conflitto; i loro nomi sono scolpiti in una lapide nell'atrio della scuola.

### La dittatura fascista
Durante il Ventennio fascista il Collegio riesce a mantenere la propria missione educativa, grazie all'aiuto del Cardinale Ratti (divenuto papa Pio XI nel febbraio 1922, alcuni mesi prima della marcia su Roma) e del Cardinale Schuster.
Tra gli alunni illustri figura in questo periodo il futuro scrittore Giovanni Testori, del quale sono state recentemente riscoperte alcune vignette realizzate proprio in Collegio.
Un altro alunno illustre di questo periodo è Eugenio Corti, scrittore celebre per "Il cavallo rosso".

### La seconda guerra mondiale
Durante il secondo conflitto mondiale 72 alunni cadono in battaglia. Dopo il 1943 il Collegio è sede dell'OSCAR, Organizzazione Soccorsi Cattolici Antifascisti Ricercati
un movimento ispirato a ideali di giustizia e di libertà, sorto per aiutare e proteggere l'espatrio di Ebrei, ricercati e renitenti alla leva della Repubblica Sociale.
Attraverso la rivista "Il Ribelle", nata in Collegio per opera di 5 persone, tra cui Giovanni Barbareschi, Carlo Bianchi (ex alunno), Teresio Olivelli, e che veniva distribuita di nascosto, si diffondevano le idee antifasciste.
Molti degli autori di questa rivista sono studenti del San Carlo, in particolare Giovanni Barbareschi, che tra il 1943 e il 1945 contribuì a salvare migliaia di ebrei, ricercati, prigionieri e in generale gli oppositori della Repubblica di Salò.

### Dal dopoguerra al XXI secolo
Nel dopoguerra vengono riparati i danni dei bombardamenti (che colpirono anche il Cenacolo e Santa Maria delle Grazie).
Nel periodo 1946-48 continuò ad essere il punto di riunione degli ex partigiani di ispirazione cattolica, questa volta accomunati dalla militanza politica in contrapposizione alla componente comunista, e la redazione del periodico l'Avanguardia Cattolica Milanese
Nel marzo del 1971 il Collegio abolisce l'internato, del quale non si sentiva più il bisogno, e nel 1985 iniziano ad essere ammesse all'iscrizione anche le ragazze, in sintonia con l'evoluzione dei tempi.

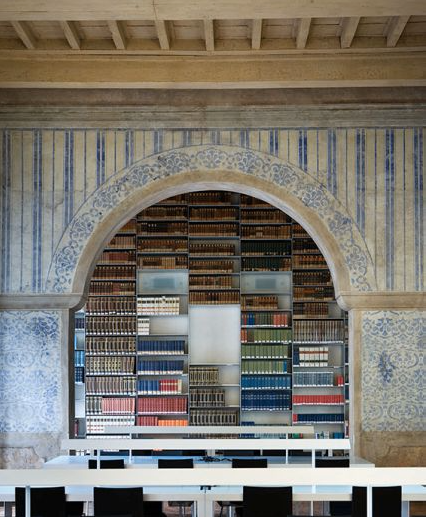
L'arco cinquecentesco della biblioteca del Collegio San Carlo, a seguito del restauro del 2009.

Sotto la guida di don Aldo Geranzani, Rettore dall'ottobre 1990 al 30 gennaio 2017 (giorno della sua scomparsa), viene conferita una dimensione
interculturale e internazionale alle Scuole del Collegio, ispirando gli studenti e i Docenti al motto evangelico del "Duc in altum", che viene tradotto in "Non perderti nel piccolo cabotaggio, ma prendi il largo e avanza lungo acque profonde". Durante questo rettorato, il più lungo della storia, vengono progettati e costruiti il Centro Sportivo San Carlo, il Cortile d'Onore, i laboratori di scienze, la sala multimediale, le aule computer, l'atelier, il bar-libreria. Vengono ideati e aperti i nuovi spazi che ospitano la Scuola Materna e il Nido d'Infanzia. Vengono restaurati Palazzo Busca (che ospitò temporaneamente, dal 2002 al 2004, il Museo Teatrale alla Scala), la Cappella (che ospita sei vetrate realizzate da don Domenico Sguaitamatti, la cui nuova inaugurazione è avvenuta nel 2003) e la Biblioteca (inaugurata nel nuovo aspetto nel 2009, alla presenza del Card.Ruini e dell'allora Sindaco Letizia Moratti), quest'ultima con la valorizzazione dei nuovi spazi e dei libri antichi presenti. 
Gli anni di don Aldo si caratterizzano per una forte spinta innovativa, la consapevolezza della tradizione classica e la visione verso il futuro, con la progettazione e il lancio anche del Liceo Internazionale per l'Intercultura (della durata di 4 Anni), del Liceo delle Scienze Umane, delle sezioni Interculturali dei più tradizionali Licei Classico e Scientifico.
Dal febbraio 2017 è Rettore don Alberto Torriani.

## Sede
Il Collegio San Carlo ha sede presso il palazzo Busca-Arconati-Visconti, residenza della famiglia Busca sin dal XVI secolo. L'edificio attuale presenta forme neoclassiche austere e solenni, mentre all'interno i saloni sono barocchi e alcune decorazioni sono opera di Andrea Appiani.

## Biblioteca
Nel 2009 terminano i lavori di restauro della biblioteca cinquecentesca, che viene inaugurata in presenza del cardinale Camillo Ruini, in occasione del 140º compleanno del Collegio.
Il restauro ha restituito alla città il loggiato cinquecentesco e ha portato alla luce l'originale conformazione morfologico-materica delle volte a crociera. Sulle pareti del loggiato sono state inoltre ritrovati reperti grafici probabilmente risalenti al periodo cinquecentesco.
Tra i manoscritti si annoverano gli antifonari, tra gli incunabuli un Plutarco, tra le cinquecentine gli Elzeviri. Per i secoli successivi c'è un Teocrito del Bodoni.

## Scuole
Le scuole comprese nel Collegio San Carlo sono:
- il nido
- la scuola dell'infanzia
- la scuola primaria
- la scuola secondaria di primo grado (percorso Interculturale e percorso Cambridge)
- il liceo classico
- il liceo scientifico
- il liceo delle scienze umane
- il liceo internazionale per l'intercultura (LII)
- Baccalaureato internazionale (IB)